# 딱따구리 (라디오 프로그램)
《딱따구리》는 춘천MBC 표준FM에서 평일 저녁 6시 5분부터 저녁 6시 10분까지 방송했던 라디오 시사 프로그램이다. 2024년 5월 17일 자로 56년만에 폐지되었다.

## 진행
- 김지후 아나운서

## 같이 보기
- 춘천문화방송
- MBC 표준FM
- 권순표의 뉴스 하이킥